# Daniela Luján
Daniela Luján (ur. 5 kwietnia 1988 w mieście Meksyk) – meksykańska aktorka oraz wokalistka.

## Życiorys
Już jako mała dziewczynka występowała w telenowelach. Grała główne role dziecięce oraz śpiewała piosenki przewodnie.
Seriale, które przyniosły jej popularność to m.in. Serce Clarity (Luz Clarita, 1997), w której zagrała małą sierotę przygarniętą przez bogatą rodzinę oraz Daniela i przyjaciele (El Diario de Daniela, 1999). Po zakończeniu prac nad serialem Daniela i przyjaciele wyruszyła w trasę po Ameryce Łacińskiej, odwiedzając takie kraje jak Puerto Rico, Wenezuela, Argentyna czy Kolumbia.
Poza pracą przed kamerami Daniela Luján nagrała również kilka albumów muzycznych. W 2003 została podwójnie nominowana do nagród Grammy. W 2004 podpisała kontrakt z Edgardo Diazem (twórcą sukcesu zespołu Menudo), który ma pomóc w rozwoju jej muzycznych talentów.

## Wybrana filmografia
- 2013-2014: Oblicza miłości jako Karina Montiel
- 2009: Zaklęta miłość jako Lisette Albarrán
- 2008: Cudowna róża jako Carolina
- 1998-1999: Daniela i przyjaciele jako Daniela Monroy
- 1998: Krople miłości jako Daniela
- 1996: Serce Clarity jako Luz Clarita